# اف‌ام‌آرآی

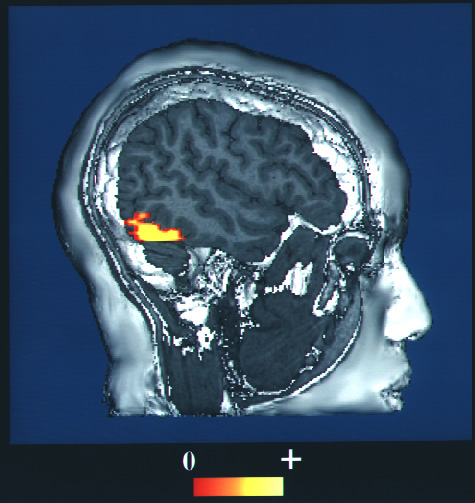
اسکن کامپیوتری fMRI فردی که از او خواسته شده است به چهره‌های انسان نگاه کند. این تصویر افزایش جریان خون را در ناحیه صورت دوکی شکل (FFA) را نشان می دهد.

اف‌ام‌آرآی یا تصویربرداری تشدید مغناطیسی کارکردی (به انگلیسی: Functional Magnetic Resonance Imaging) مشهور به fmri نام نوعی روش تصویربرداری در ام آر آی است.
در این روش تصاویری متناوب از مغز در حال فعالیت و سپس در حال استراحت گرفته می‌شود و از یکدیگر به‌طور دیجیتالی (بکمک نرم‌افزارهایی همانند اف اس ال) تفریق می‌گردند، که حاصل این پردازش عملکرد مغزی در اثر تغییرات جریان خونی در مغز را از لحاظ فیزیولوژیکی نشان می‌دهد.
سه روش تصویربرداری در fMRI غالباً DWI، بولد، و Perfusion می‌باشند. در تمام این روش‌ها عموماً از دنباله پالسی از نوع EPI استفاده می‌گردد.

## تاریخچه
تاریخچهٔ تصویربرداری عصبی در دهه ۱۹۰۰ با یک روش که pneumoencephalography نامیده شد، آغاز شد. این فرایند شامل خشک کردن مایع مغزی نخاعی از اطراف مغز و جایگزینی آن با هوا، اکسیژن یا هلیوم ست، این عمل تفاوت چگالی نسبی مغز و اطراف آن را باعث می‌شود و از این طریق درتصویربرداری با استفاده از x-ray، مغز بهتر نمایش داده می‌شود. در دهه‌های ۱۹۷۰ و ۱۹۸۰ روش‌های MRI و CT وارد عرصهٔ تصویربردای مغز شدند. تکنولوژی‌های جدید MRI و CT به طرز قابل توجهی ایمن تر بودند و جزئیات بیشتری را در اختیار محققان قرار می‌دادند. نسل بعدی اسکن‌های مورد استفاده برای مغز SPECT و PET بودند که به دانشمندان اجازه می‌دادند عملکرد مغز را بررسی کنند، زیرا برخلاف روش‌های MRI و CT این روش‌ها می‌توانند اطلاعاتی بیشتر از چند تصویر استاتیک از مغز ایجاد کنند. با ترکیبی از روش‌های MRI و PET و همین‌طور SPECT، دانشمندان قادر شدند که روش دیگری به نام functional MRI را ایجاد کنند که می‌توانست دری مستقیم به سوی مشاهده فعالیت‌های شناختی باز کند. در کنار fMRI امروزه از Electroencephalograph و همچنین از الکترودهایی که در مغز و به صورت تهاجمی قرار داده می‌شوند نیز برای برررسی نحوهٔ فعالیت آن استفاده می‌شود، که هر کدام مزایا و معایبی دارند.
fMRI یک نوع تخصصی شده ازاسکن‌های MRI است که پاسخ‌های همودینامیکی (تغییرات در جریان خون) مرتبط با فعالیت‌های عصبی در مغز یا نخاع انسان یا دیگر حیوانات را اندازه‌گیری می‌کند. همان‌طور که پیش تر گفته شد fMRI یکی از جدیدترین ابزراها در تصویربرداری عصبی است. در دهه ۱۹۹۰، fMRI به دلیل غیرتهاجمی بودن، عدم قرارگرفتن در معرض تشعشعات و همین‌طور دسترسی نسبتاً گسترده تبدیل به یک روش غالب در تصویربرداری از مغز شد. امروزه روش‌های fMRI به‌طور غیر کمی استفاده می‌شوند، در این راستا متخصصین علوم اعصاب بیشتر به محل فعالیت مغزی علاقه‌مندند تا مقدار دامنهٔ فعالیت آن؛ بنابراین معمولاً سؤالی که در رابطه با تصاویر fMRI مطرح است این است که یک ناحیه تا چه حد فعال است یا فعالیت آن در مقایسه با نواحی دیگر چگونه است. در کاربردهای کلینیکی fMRI، مقدار مطلق دامنهٔ فعالیت مغز به یک محرک خاص می‌تواند حاوی اطلاعات مهمی باشد و همین عاملی است جهت روی آوردن به سمت کمی‌سازی اطلاعات در تصاویر fMRI. ولی این مورد به راحتی عملی نمی‌شود، زیرا از طرفی اصول فیزیکی fMRI که اندازه‌گیری می‌شوند پیچیده هستند و از سوی دیگر کاملاً شناخته شده نیستند.

## BOLD fMRI
این ایده که جریان خون مغزی(CBF)می‌تواند فعالیت‌های عصبی را منعکس کند با آزمایش‌های Roy وSherrington در سال ۱۸۹۰ شروع شد. این مفهوم پایهٔ تمام تکنیک‌های تصویربرداری امروزی است که براساس همودینامیک از مغز انجام می‌شود. تغییرات جریان خون و میزان اکسیژن خون مغز (همراه با هم همودینامیک نامیده می‌شوند) که به خوبی با فعالیت‌های عصبی مرتبط هستند. افزایش محلی CBF می‌تواند مستقیماً مرتبط با فعالیت الکتریکی باشد، زیرا متابولیسم گلوکز و تغییرات CBF به خوبی کوپل هستند. بنابراین، اندازه‌گیری تغییرات CBF ایجاد شده توسط یک محرک می‌تواند برای نگاشتن عملکرد مغز استفاده شود. از آنجاییکه نرخ متابولیک مغزی گلوکز (CMRglu) و تغییرات CBF کوپل هستند، به نظر می‌رسد نرخ متابولیک مغزی اکسیژن (CMRO2) و تغییرات CBF نیز کوپل هستند. بر اساس اندازه‌گیری‌های CBF و CMRO2 توسط PET نشان داده شد که میزان افزایش در افزایش CBF به میزان افزایش در CMRO2 برتری دارد. در نتیجه، یک عدم تطبیق بین تغییرات CMRO2 و CBF باعث افزایش سطح اکسیژن خون در سرخرگ‌ها و سیاهرگ‌ها می‌شود، که یک پارامتر جدید را (علاوه بر CBF) برای نگاشتن فعالیت‌های مغز معرفی می‌کند. BOLD یک کنتراست MRI از دی اکسی هموگلوبین خون است؛ که برای اولین بار توسط Ogawa و همکارانش در آزمایشگاه Bell دانشگاه AT&T در سال ۱۹۹۰ کشف شد.
کنتراست BOLD وابسته به تغییرات دی اکسی هموگلوبین(dHb) خون است، که به عنوان یک ماده کنتراست پارامغناطیس درونی عمل می‌کند؛ بنابراین، تغییر در میزان غلظت dHb محلی در مغز نماینده‌ای از میزان شدت سیگنال MRI خوهد بود. روش تصویربرداری BOLD به دلیل حساسیت بالا و اجراسادهٔ آن به‌طور وسیعی استفاده می‌شود. اما سیگنال BOLD به پارامترهای آناتومیکی، فیزیولوژیکی و تصویربرداری وابسته است و تفسیر آن با توجه به پارامترهای فیزیولوژیک به صورت کیفی و نیمه کمی است؛ بنابراین، مقایسه نتایج ازمایشگاه‌های مختلف با میدان‌های مغناطیسی مختلف، با هم مشکل است. در مقابل تغییرات CBF نیز توسط MRI قابل اندازه‌گیری است و چون سیگنال‌های fMRI وابسته به یک پارامتر فیزیولوزیک است، تفسیر کمی آن سر راست تر است.

### فیزیولوژی
مغز نیز مانند دیگر ارگان‌های بدن به مقدار ثابتی از اکسیژن برای استفاده در متابولیسم گلوکز نیاز دارد. این مقدار اکسیژن با عناصری در خون که هموگلوبین نامیده می‌شود تولید می‌شوند. تقریباً از سال ۱۹۳۵ نشان دادند که خواص مغناطیسی هموگلوبین به مقدار اکسیژنی که حمل می‌کند بستگی دارد. این وابستگی باعث شده‌است که بتوان با استفاده از MRI ازمیزان فعالیت مغز آگاهی پیدا کرد.

#### متابولیسم و جریان خون در مغز
واکنش‌های بیوشیمی که پیام‌های عصبی را از طریق پتانسیل عمل و نیز نوروترنسمیترها منتقل می‌کنند، همگی به انرژی نیاز دارند. این انرژی در فرم ATP است، که از گلوکز و در حین فرایند اکسید و فسفری شدن در چرخهٔ kreb تأمین می‌شود.
با هیدرولیز شدن ATP به ADP، انرژی آزاد می‌شود، که می‌تواند باعث به راه اندازی واکنش‌های شیمیایی شود. ایجاد ATP از ADP با فرایندهای اکسیدشدن و فسفری شدن بر اساس نیاز بدن مراقبت می‌شود، بنابراین میزان ذخیره انرژی همواره ثابت می‌ماند. می‌توان گفت سرعت واکنش عمدتاً وابسته به مقدار ADP موجود است. به این معنی است که نرخ مصرف اکسیژن از طریق فرایندهای اکسیدشدن و فسفری شدن یک معیار خوب برای اندازه‌گیری انرژی استفاده شده در آن ناحیه است.
اکسیژن مورد نیاز برای متابولیسم در خون تولید می‌شود. از آنجایی که اکسیژن در خون انحلال پذیری خوبی ندارد، پروتیینی به نام هموگلوبین در خون وجود دارد که از قضا به خوبی هم با اکسیژن باند می‌شود. بخش جالب توجه در مورد هموگلوبین وجود اتم‌های آهن در آن است، که در یک ساختار ارگانیک باند شده‌است و رنگ خون هم به دلیل همین اتم هاست. وقتی اکسیژن با هموگلوبین ترکیب می‌شود، به آن اکسی هموگلوبین و زمانی‌که اکسیژنی با آن ترکیب نشده‌است داکسی هموگلوبین گفته می‌شود.
جهت تأمین میزان انرژی زیادی که برای فعالیت‌های مغز لازم است، میزان اکسیژن و خون ارسالی به مغز بالاست. با اینکه مغز تنها ۲٪ از وزن بدن را دارد، نرخ مصرف اکسیژن در آن ۲۰٪ است و جریان خون آن ۱۵٪ کل مقدار موجود است. جریان خون به ماده خاکستری، که یک ناحیهٔ پر از سیناپس است، ۱۰ برابر مادهٔ سفید مغز در واحد حجم است. درک ضعیفی از نحوه تنظیم جریان خون محلی وجود دارد، اما می‌دانیم که فعالیت‌های الکتریکی محلی باعث افزایش سریع انتخابی جریان خون در آن ناحیه می‌شود.
افزایش موضعی در فعالیت عصبی در مغز منجر به اتساع عروق خونی و افزایش جریانCBF می‌شود. افزایش غلظت پتاسیم داخل سلولی به عنوان عاملی که سبب گشاد شدن سرخرگ‌های مغز می‌شود شناخته شده‌است. مطالعات اخیر پیشنهاد کرده‌اند که آزاد شدن پتاسیم توسط نورون‌های فعال از درون سلول‌های گلیا astrocyte منتقل شده و از پایه‌های انتهایی این سلول‌ها به روی رگ‌های خونی آزاد می‌شود. نتایج شبیه‌سازی‌های کامپیوتری دینامیک پتاسیم در مغز بیان‌کنندهٔ این است که آزاد شدن پتاسیم از پایه‌های انتهایی astrocyteها باعث بالا رفتن غلظت پتاسیم با سرعت زیاد و سطوح بالاتری از انتشار پتاسیم از طریق فضای خارج سلولی است، خصوصاً زمانی که محل افزایش پتاسیم از دیواره رگ در فاصلهٔ دورتری قرار دارد. بر اساس این یافته‌ها، فرض می‌شود آزاد شدن پتاسیم از پایه‌های انتهایی Astrocyteها نقش مهمی در تنظیم جریان خون مغزی منطقه‌ای در پاسخ به تغییرات در فعالیت‌های عصبی ایفا می‌کند.

## تطبیق فعالیت عصبی به پاسخ BOLD
محققان سیگنال BOLD را با هر دو سیگنال‌های بدست آمده از الکترودهای کاشته شده (در مغز میمون) و سیگنال‌های میدان پتانسیل (که میدان‌های الکتریکی یا مغناطیسی از فعالیت مغز است و خارج از جمجمه اندازه‌گیری می‌شود) از EEG و MEG، مقایسه و بررسی کرده‌اند. میدان پتانسیل محلی، که شامل هر دو فعالیت‌های پس سیناپسی نورونی و پردازش‌های نورونی داخلی است، بهتر می‌تواند پاسخ BOLD را پیش‌بینی کند؛ بنابراین کنتراست BOLD غالباً ورودی به نورون هاست و کمتر مرتبط به خروجی آتش نورون‌ها. در انسان‌ها، الکترودها را فقط می‌توان در بیمارانی که نیاز به جراحی برای درمان دارند کار گذاشت، اما شواهد رابطه مشابهی را حداقل برای قشر بینایی و شنوایی نشان داده‌اند. شناسایی مکان‌های فعال شده توسط BOLD fMRI در نواحی قشری (نواحی سطحی مغز) بر حسب نگاشت کارکردی براساس CBF در تصاویر PET است. برخی نواحی که اندازه آن‌ها فقط چند میلی‌متر است، نظیر lateral geniculate nucleus (LGN) در تالاموس که تصاویر مشاهده شده توسط چشم‌ها را به قشر بینایی رله می‌کند، نشان داده شده که سیگنال BOLD درستی را زمانی‌که به آن ورودی بینایی می‌دهند، ایجاد می‌کند. نواحی همسایه نظیر pulvinar nucleus که برای چنین تکلیفی تحریک نشده‌اند، رزولوشن میلی‌متری را برای گسترش فضایی پاسخ BOLD، حداقل در هسته‌های تالاموس بیان می‌کند.
با این حال، سیگنال BOLD قادر نیست شبکه‌های فعال فیدبک و جلوسو را در یک ناحیه از هم تمییز دهد؛ کندی پاسخ رگ‌ها به این معنی است که سیگنال نهایی نسخه جمع شده تمام شبکه‌های ناحیه است؛ جریان خون در حالیکه فرایند پیش می‌رود در حال جنبش ناگهانی نیست. هم چنین، هر دوی ورودی‌های مهاری و تحریکی به نورون از نورون‌های دیگر جمع می‌شوند و در ایجاد سیگنال BOLD نقش دارند؛ و در داخل یک نورون امکان دارد که همدیگر را از بین ببرند.
دامنه سیگنال BOLD لزوماً شکل آن را تحت تأثیر نمی‌گذارد. دامنه بالاتر سیگنال در فعالیت‌های قویتر و شدیدتر نورونی دیده می‌شود، اما در همان ناحی می‌تواند جهش اندکی داشته باشد وو به عنوان سیگنال ضعیف شناخته شود. هم چنین، دامنه سیگنال لزوماً نحوه رفتار را منعکس نمی‌کند. یک تکلیف شناختی پیجیده ممکن است در ابتدا سیگنالی با دامنه بزرگ ایجاد کند که در ارتباط با عملکرد خوب باشد، اما در حالیکه سوژه در انجام آن مهارت پیدا می‌کند، ممکن است دامنه سیگنال کاهش پدا کند در حالیکه عملکرد در همان سطح قبلی است. این اتفاق انتظار می‌رود که به دلیل نورون‌های رهبر با بازده بالا مغز باشد که تکلیف را انجام می‌دهند و مصرف انرژی و هزینه اضافی را کم کنند. پاسخ BOLD از نواحی مغزی را نمی‌توان حتی برای یک تکلیف به‌طور مستقیم مقایسه کرد، زیرا چگالی نورون‌ها و مشخصه میزان مصرف خون در مغز ثابت نیست. با این حال، اغلب پاسخ BOLD سوژه‌ها برای یک ناحیه مغزی و یک تکلیف با هم مقایسه می‌شود.

## نگاشت عملکردی با استفاده از اثر BOLD
کشف اثر BOLD سبب شد گروه‌های زیادی جهت نگاشت فعالیت‌های مغز از این روش استفاده کنند. در بخش مقدمه راجع به اولین مطالعات fMRI صحبت شد. مراجع متعدد دیگری از مطالعات اولیه fMRI را می‌توان در مرور مقالات در این موضوع دید.
برای مطالعه عملکرد مغز با استفاده از fMRI لازم است که از مغز به‌طورمتناوب تصویر گرفته شود، در حالیکه سوژه تحریک می‌شود یا نیاز هست که یک تکلیف را انجام دهد. موفقیت آزمون به سه جنبه بشتگی دارد؛ دنباله‌های مورد استفاده، طراحی نمونه تحریک و روشی که داده آنالیز می‌شود. دامنه میدان استاتیک به کار رفته برای مقدار تغییرات سیگنال بدست آمده از فعالیت حیاتی است. دلیل این است که تفاوت susceptibility ناهمفازی بزرگتری را در میدان‌های قوی تر دارد. مطالعات fMRI اولیه در میدان‌های با شدت ۱٫۵ تسلا انجام می‌شدند، اما امروزه از میدان‌هایی با شدت ۳ یا ۴ تسلا استفاده می‌شود. با افزایش شدت میدان استاتیک دامنه سیگنال BOLD سریع تر از نویز سیستم افزایش پیدا می‌کند، بنابراین به نظر می‌رسد که میدان قوی تر مورد نظر است، اما کیفیت تصویر در میدان‌های بالا کاهش پیدا می‌کند.
مهمترین جنبه دنباله تصویربرداری این است که تصویری با وزن T2* ایجاد کند، برای این منظور عموماً gradient echo استفاده می‌شود، اما دنباله‌های spin echo به دلیل اثرات انتشارمی توانند کنتراست BOLD را نمایش دهند. تعداد زیادی از محققان از دنباله EPI استفاده می‌کنند، زیرا سرعت بالای آن باعث می‌شود پاسخ فعالیت را به تحریک‌های کوتاه بتوان شناسایی کرد و نیز EPI جهت برطرف‌سازی آرتیفکت از جسم در حال حرکت مفید است.
مقدار وزن دهی T2* در تصویر به زمان‌های اکو TE بستگی دارد. اگر TE خیلی کوتاه باشد، تفاوت اندکی بین منحنی T2* در وضعیت فعال و وضعیت استراحت وجود دارد. اما اگر TE خیلی بزرگ باشد هیچ سیگنالی از هیچ از یک دو وضعیت وجود ندارد. برای بدست آوردن بیشترین تغییرات سیگنال برای یک ناحیه با یک مقدار مشخص T2*، می‌توان نشان داد که مقدار بهینه زمان اکو برابر مقدار T2* مقدار بافت است.
کنتراست به نویز در سیگنال BOLD به اندازه وکسل و نیز ضخامت قطعه بستگی دارد. وکسل‌های کوچکتر به دلیل کمتر بودن اسپین‌ها در آن، سیگنال کمتری دارند، اما وکسل‌های بزرگتر هم می‌توند کنتراست به نویز را کاهش دهند، زیرا اثر حجم جزئی نیز وارد می‌شود. این اتفاق زمانی می‌افتد که تغییرات سیگنال در حین فعالیت از یک ناحیهٔ کوچک در داخل وکسل ناشی شود.

### آرتیفکت‌ها
در حین اسکن تعدادی از اثرات فیزیولوژیک وجود دارند که می‌توانند نتیجه را تحت تأثیر قرار دهند. مثلاً تپش قلب، تنفس و حرکات عمومی فرد. با تمامی این مشکلات می‌توان به دو صورت مواجه شد، در حین زمان اسکن یا در پیش پردازش تصویر که روش دوم با اقبال بیشتری مواجه است[۳۵]. حرکات فرد می‌تواند باعث کاهش کنتراست نویز در تصاویر fMRI شود و در صورتی که هم‌زمان با تحریک باشد، آرتیفکت‌هایی را در نگاشت ایجاد می‌کند. این مشکل غالباً با محدود کردن سر فرد یا با استفاده از الگوریتم‌های ثبت در پیش پردازش اصلاح می‌شود.
یکی دیگر از آرتیفکت‌های fMRI سیگنالی است که از رگ‌های تخلیه می‌آید. از آنجایی که تصویربرداری gradient echo به قطر رگ‌ها از چند میکرومتر تا چند میلی‌متر حساس است، فهم تفاوت بین سیگنال رسیده از بافت و رگ‌ها دشوار است، که می‌تواند در مکانی دورتر از ناحیهٔ فعال باشد. همچنین همزمانی تحریک و خونی که وارد قطعه مورد تصویربرداری می‌شود، مشکل زاست. یک راه کاهش سیگنال رسیده از رگ‌های بزرگ استفاده از دنبالهٔ spin echo است. این دنباله فقط به اثرات T2 حساس است و ناهمفازی ناشی از BOLD را در رگ‌های بزرگ نادیده می‌گیرد. استفاده از دنباله‌های spin echo باعث می‌شود در بافت واقعی سیگنال BOLD کاهش پیدا کند، غالباً بهتر است یک دسته جدا از تصاویر که به رگ‌های بزرگ حساس هستند بدست آورده و از این برای پذیرش یا در سیگنال استفاده کرد.
انتخاب پارامترهای بهینه برای fMRI همواره قابل مصالحه بوده‌است، و غالباً وابسته است به آنچه که در دسترس است تا آنچه که مطلوب است.

## طراحی نمونه تحریک
درست به اندازه‌ای که انتخاب پارمترها برای تصویربرداری برای یک آزمایش موفق مهم است، طراحی نمونه تحریک نیز مهم است. تجربیات زیادی از EEG و PET موجود می‌باشد، اما به دلیل اینکه fMRI رزلوشن مکانی بین این دو روش دارد دیدگاه تازه‌ای باید به کار رود. موضوعات زیادی در طراحی نمونه وجود دارد، که در اینجا یک مرور مختصر خواهیم داشت.
آزمایش‌های اولیه fMRI بیشتر در فرم مطالعات PET بودند، یعنی دسته‌ای از تصاویر در حالت استراحت گو سپس یک دسته از حالت فعالیت گرفته می‌شوند، و تفاضل یک دسته از دیگری گرفته می‌شود. اما به دلیل اینکه کنتراست BOLD از شروع و نزول ان (در بازه زمانی جند ثانیه) نسبتاً سریع است، این امکان وجود دارد که بازه زمانی را برای رخدادهای کوتاه مدت تری که معمولاً اتفاق می‌افتند دنبال کرد.
رایج‌ترین الگوی تحریک epochهای منظم تحریک و استراحت است، معمولاً با عناوین on و off نامگذاری می‌شود. طول این epochها بایستی به اندازهٔ کافی بلند باشد تا بتواند با پاسخ همودینامیک را تطبیق یابد بنابراین مقدار ۸ و غالباً ۱۶ ثانیه انتخاب می‌شود. این epochها تا زمانی‌که کنتراست به نویز کافی برای شناسایی پاسخ فعالیت ایجاد شود ادامه پیدا می‌کند. اما زمان کلی آزمایشگاهی باید تا حدی باشد که فرد می‌تواند به راحتی و بدون حرکت در وضعیت ثبت باقی بماند و نیز تعداد نقاط داده‌ای که برای بدست آوردن کنتراست به نویز کافی نیاز است. غالباً محدودیت‌های تکنیکی برای زمان آزمایش وجود دارد و امکان خوگرفتن فرد به تحریک و در نتیجه کاهش کنتراست به نویز با گذشت زمان وجود دارد.
به جای epochهایی از تحریک، می‌توان از یک رخداد واحد به عنوان تحریک استفاده کرد، بیشتر شبیه به آنچه در EEG و MEG می‌بینیم. باز هم به دلیل پاسخ همودینامیک، بایستی این رخداد به بازه‌های زمانی طولانی‌تر از آنچه در EEG نیاز داریم باشد، اما چون این نوع اعمال تحریک یک مزیت عمده‌ای دارد و آن این سات که می‌توان زمانبندی نسبی برای جداسازی فعالیت در بخش‌های مختلف مغز را داشت. یکی از مضرات نمونه تک رخداد این است که برای بدست آوردن کنتراست به نویز کافی در مقایسه با همتای دیگر آن که بر اساس epoch هاست، به زمان بیشتری نیاز دارد.
انتخاب تحریک بسیار حیاتی است، به عنوان مثال، فعال‌سازی قشر بینایی سر راست است، اما برای تعیین نواحی که مسئول تشخیص و تمییز رنگ‌ها هستند این کار بسیار سخت است. به‌طور ایده‌آل طراحی eochهای on و off در حالیکه تنها یک تفاوت درست و مشخص بین آن‌ها وجود داردکه فقط ان قسمت‌های مغز را که مسئول تکلیف مشخص شده هستند فعال می‌کند. این کار همیشه قابل انجام شدن نیست و معمولاً یک دسته از آزمایش‌ها بایستی انجام شود. به عنوان مثال برای پیدا کردن نواحی که در تکلیف A دخیل هستند، یک آزمایش که تکالیف A و B را دارد انجام می‌شود و یک آزمایش که فقط شامل B است. نواحی که در تکلیف A درگیر هستند حتمالا آن‌هایی هستند که در آزمایش اول فعال شده و در آمایش دوم فعال نشده‌اند. اینتئوری با فرض خطی بودن سیستم است، که فرض رستی نیست، یا حداقل موارد به حساب نیامده‌ای برای تفاوت بین دو نمونه وجود دارد، که می‌تواند نتیجه را تحت تأثیر قرار دهد.
مشکل عمدهٔ دیگری که در حین کار با رخدادهای شناختی نظیر حافظه پیش می‌آید، این است که باید تحریک بینایی همراه باشد، یا اینکه پاسخ فرد نیاز است که غالباً با فعالیت‌های حرکتی همراه می‌شود. این مشکل نیز از طریق قرار دادن دوره‌های off یا انجام آزمایش دیگری که شامل همان تحریکات این بار منهای فعالیت شناختی خاص در آزمایش قبل است، جبران کرد. به‌طور جایگزین تحریک می‌تواند به گونهٔ متفاوتی ارائه شود، به عنوان مثال به صورت شنیداریریال و پاسخ نیز به صورت زبانی ارائه می‌شود و بدین صورت می‌توان فرض کرد که ان نواحی مشترک بین هر دو نوع تحریک ارائه شده مسئول تکلیف شناختی مدنظر هستند.
تحریکات کمی وجود دارند که در آزمایشات fMRI به سختی اجرا می‌شوند. یک مورد واضح ان تحریک شنوایی است. اسکنرهای تصویربرداری سریع معمولاً نویز زیادی در حین فعالیت ایجاد می‌کنند. خصوصاً اگر از دنباله EPI استفاده شود. گرچه نشانه‌های صوتی شنیده می‌شوند، اما به وضوح و رسایی نشانه‌های بینایی قابل تشخیص نیستند و از طرفی هم تشخیص فعالیت در قشر ابتدایی شنوایی بسیار سخت است زیرا هم در حین بازهٔ on و هم off اصوات زیادی وجود دارد. پاسخ دادن فرد به صورت شفاهی نیز مکل زاست، زیرا این عمل غالباً با حرکت سر همراه است، که می‌تواند هم‌زمان شود با تحریک. تمام حرکت‌های پاسخ باید کوچک و آهسته باشد تا حرکت سر در حین اسکن کاهش پیدا کند.
در آزمایش نیاز داریم که فرد مورد آزمایش به خوبی از دستورالعمل چیروی کند، و تمام مدت اسکن به سورت خوابیده باقی‌مانده و تمرکز داشته باشد. بسیاری از تحریکات فعالیت بهتری نشان می‌دهند اگر پاسخ ساخته شود. می‌توان موارد بسیار دیگری راجع به یک طراحی مناسب نمونه بیان کرد، در حالیکه موارد متعدد دیگری نیز باید فهمیده شوند، در هرصورت برای هر آزمایش جدید نیاز است که بررسی‌هایی به دقت صورت گیرد.

## انواع طراحی الگو
1-block design2 -event related
در طراحی block design بلوک‌ها با توجه به ملاحظات زمانی طول آزمایش، و ملاحظات سیگنال به نویز دستگاه MRI مورد استفاده انجام می‌گیرد. نمونه‌ای از این آزمایش، آزمایش finger-tapping است که در آن شخص مادامیکه علامت خاصی را روی صفحه نمایش می‌بیند انگشتان خود را باز و بسته می‌کند و این کار را تکرار می‌کند تا زمانی‌که علامت مذکور از روی صفحه حذف شده و شخص باید تا دیدن علامت بعدی استراحت کند. در طراحی event-related مدت زمان وچود یک تحریک کوتاه است (در حد چند ثانیه) و هر تحریک به منزله وقوع یک event تلقی می‌شود. در این نوع طراحی فرض بر این است که پاسخ ضربهٔ سیستم همودینامیک یک تابع خوشرفتار است. از میان event هائی که به‌طور مرتب و متوالی اتفاق می‌افتد شخص باید وقوع event خاصی (که event هدف نامیده می‌شود) را تشخیص داده و عکس‌العملی را نشان دهد. به عنوان نمونه‌ای از طراحی event-related می‌توان به فعالیت کلاسیک oddall بینائی اشاره کرد. در این آزمایش شخص در فواصل زمانی منظم (مثلاً هر ۲ ثانیه یکبار) تصاویری را روی صفحهٔ نمایش می‌بیند. این تصاویر دو دسته هستند: تصویر استاندارد که در اکثر eventها اتفاق می‌افتد؛ و تصویر هدف که به ندرت نشان داده می‌شود. از شخص خواسته می‌شود که با هر بار دیدن تصویر هدف دکمه‌ای را فشار دهد یا اینکه تعداد تصاویر هدف را بشمارد</Pedro A. Rodriguez, Tülay Adali, Vince D. Calhoun: Complex-valued analysis and visualization of fMRI data for event-related and block-design paradigms. MLSP 2012: 1-6>

## محدودیت‌های fMRI برای اسکن مغز چیست؟
تصاویر با کیفیت بالا تنها در صورتی که سوژه در حین فرایند تصویربرداری کاملاً ساکن باشد و نفسش را هم نگه داشته باشد، در صورتی که به او گفته باشند، حاصل می‌شود. اگر عصبی، گیج یا درد شدیدی داشته باشید، ممکن است دراز کشیدن داخل دستگاه در حین تصویربرداری کاری بسیار مشکل باشد.
فردی که خیلی درشت اندام باشد هم نمی‌تاوند سوژه دستگاه‌های MRI باشد. وجود دستگاه‌های کاشت شده در بدن یا دیگر اشیا فلزی تصویربرداری واضح را دشوار می‌سازد. حرکت بیمار هم می‌تواند باعث همان اثر شود.
MRI برای بیمارانی که به شدت آسیب دیده‌اند پیشنهاد نمی‌شود. این مورد به این خاطر است که بسیاری از دستگاه‌های traction و بسیاری از تجهیزات حیاتی باید از نواحی تصویربرداری دور نگه‌داشته شوند. علاوه بر این، fMRI بیش از دیگر روش‌های تصویربرداری زمانبر است (به ظور معمول CT, و تصویربرداری با اشعه X) و نتایج هم ممکن است بلافاصله در دسترس به خصوص در وضعیتی که فرد دچار ضربه شده‌است.
با وجود اینکه تاکنون شاهدی دال بر خطرناک بودن تصویربرداری تشدید مغناطیسی بر روی جنین گزارش نشده‌است، اما معمولاً به زنان باردار پیشنهاد می‌شود که در بررسی‌های fMRI شرکت نکنند، مگر با تجوز پزشک و به مقاصد پزشکی.
MRI غالباً از دیگر روش‌های تصویربرداری علاوه بر زمان طولانی‌تر هزینه بیشتری هم دارد. fMRI هنوز یک روش در حالت پیشرفت و بهبود استو با وجود اینکه به نظر می‌رسد برای پیدا کردن محل فعالیت‌های مغزی بسیار مناسب تر از دیگر روش هاست، روی هم رفته تجربه کمتری در مورد fMRI نسبت به دیگر روش‌های MRI در دست است. ممکن است پزشک برای تصمیم‌گیری در موارد حساس علاوه بر fMRI دیگر تست‌های مرتبط را هم تجویز کند (نظیر، جراحی مغزی).

## مزایا و معایب
نظیر هر روش دیگری، fMRI دارای مزایا و معایبی است و برای مفید بودن آن، آزمایش‌هایی که از آن استفاده می‌کنند باید به دقت طراحی شوند و باید به سوی بیشینه‌سازی نقاط قوت و کمینه کردن نقاط ضعف آن باشند.

### مزایا
در این روش سیگنال‌های مغزی بدون در معرض خطر یونیزه شدن ثبت می‌شود که در روش‌های دیگر مانند CT و PET اجتناب ناپذیر است.
دارای رزولوشن مکانی بالا، به‌طور نوعی ۵–۳ میلی‌متر.
با استفاده از این روش می‌توان از تمام نواحی مغزی سیگنال ثبت کرد، برخلاف EEG یا MEG که حول وحوش نواحی سطحی قشری هستند.

### معایب
سیگنال‌های BOLD یک روش غیرمستقیم اندازه‌گیری فعالیت‌های عصبی است و همان‌طور که قبلاً گفته شد، می‌تواند تحت تأثیر پارامترهایی غیر از تظاهرات آزمایش باشد.
سیگنال‌های BOLD به شدت در ارتباط با ورودی داده شده به یک ناحیه هستند تا خروجی آن؛ بنابراین ممکن است که سیگنال BOLD در یک ناحیه داده شده وجود داشته باشد حتی اگر فعالیتی نباشد.
این روش رزولوشن زمانی اندکی دارد. پیک پاسخ BOLD تقریباً ۵ ثانیه بعد از شروع آتش نورون‌ها در یک ناحیه است. با وجود اینکه حضور تحریک‌های درلایه‌ای می‌تواند رزولوشن زمانی را افزایش دهد، هم‌زمان سبب کاهش نقاط داده‌های جمع شده می‌شود.
پاسخ BLOD می‌تواند متأثر از فاکتورهای بسیاری باشد، نظیر بیماری‌ها، تسکین، عصبانیت، داروهایی که رگ‌های خونی را گشاد می‌کند و همچنین توجه.
با وجود هیچ اثر طولانی مدت مضری برای میدان مغناطیسی ایستا بر روی بافت‌های بیولوژیکی شناخته نشده‌است، می‌تواند از طریق کشیدن اجسام سنگین فلزی و پرتاب آن‌ها سبب آسیب‌هایی شود.
شایع‌ترین خطر برای افرادی که تست fMRI می‌دهند ترس از محیط بسته است. جلسات اسکن باعث می‌شود که فرد در معرض نویزهای صوتی ناشی از سیم پیج‌های گرادیان باشد. سوییچ کردن گرادیان‌ها باعث القای جریان در بدن می‌شود که می‌تواند سبب سوزش عصب‌ها شود. دستگاه‌های پزشکی کار گذاشته شده در بدن نظیر ضربان سازها ممکن است به دلیل همان جریان‌ها دچار اختلال عملکرد شوند. میدان فرکانس رادیویی تحریک سیم پیج‌ها می‌تاند سبب گرم شدن بدن شود و در افرادی که تب، دیابت یا مشکلات گردش خون دارند باید به دقت این امکان تحت نظر باشد. سوختگی‌های موضعی ناشی از داغ شدن فلزات گردنبندها و جواهرات نیز خطر آفرین است.

## کاربردهای کلینیکی fMRI
از داده‌ها و تصاویر fMRI می‌توان در زمینه‌های مختلفی که نیاز به بررسی عملکرد مغز داریم استفاده کرد. این تصاویر در حوزهٔ نوروساینس به شدت مورد توجه هستند و عمدتاً جهت بررسی ویافتن نحوهٔ ارائهٔ یک فعالیت شناختی در مغز مورد استفاده قرار می‌گیرد، علاوه بر این جهت مدلسازی فعالیت‌های شناختی و نیز بررسی برخی بیمار ی‌های مغزی و عصبی نیز مورد توجه بسیار است. البته در حوزهای تشخیصی و کلینیکی نیز از fMRI غالباً استفاده می‌شود، که در ادامه نمونه‌هایی از کاربردها بیان شده‌است.
- نقشه‌برداری از نواحی مربوط به گفتار قبل از جراحی
- ارزیابی از پلاستیسیته پس از آسیب مغزی
- ارزیابی بیماران مبتلا به اختلالات هوشیاری (کما، حالت نباتی، حداقل وضعیت هوشیاری، و سندرم (LIS) یا Locked-in syndrome

از جمله کاربردهای fMRI در زمینه‌های تحقیقاتی نیز می‌توان موارد زیر را نام برد
- نقشه‌برداری از فعالیت‌های پیچیده (نظیراحساس، موتور کنترل و توابع خاص زبانی و …) در حالت نرمال و بیمار
- مانیتورینگ پاسخ‌های درمانی
- نشانگذاری عصبی
- دروغ سنجی و …

در دهه‌های ابتدایی ورود fMRI به عرصه تصویربرداری عصبی، این روش تأثیر بزرگی بر روی روش مطالعه عملکرد مغز توسط محققان علوم اعصاب داشت. امروزه، تعدادی از این کارها وارد حوزه‌های کلینیکی شده‌اند. چنین به نظر می‌رسد که این انتقال در دهه بعدی با شتاب بیشتری صورت گیرد. بی شک قبل از اینکه fMRI کلینیکی با تمام پتانسیل آن شناخته و به کار برده شود باید مسائل زیادی حل شوند تا بتوان از طریق آن نشان‌های دقیق قابل اعتماد فعالیت‌های الکتریکی را دریافت. با این وجود، احتمال شناسایی و درمان بیماری و فواید آن باعث تلاش در جهت تبدیل fMRI به یک ابزار کلینیکی شده‌است.